# Potencia a X

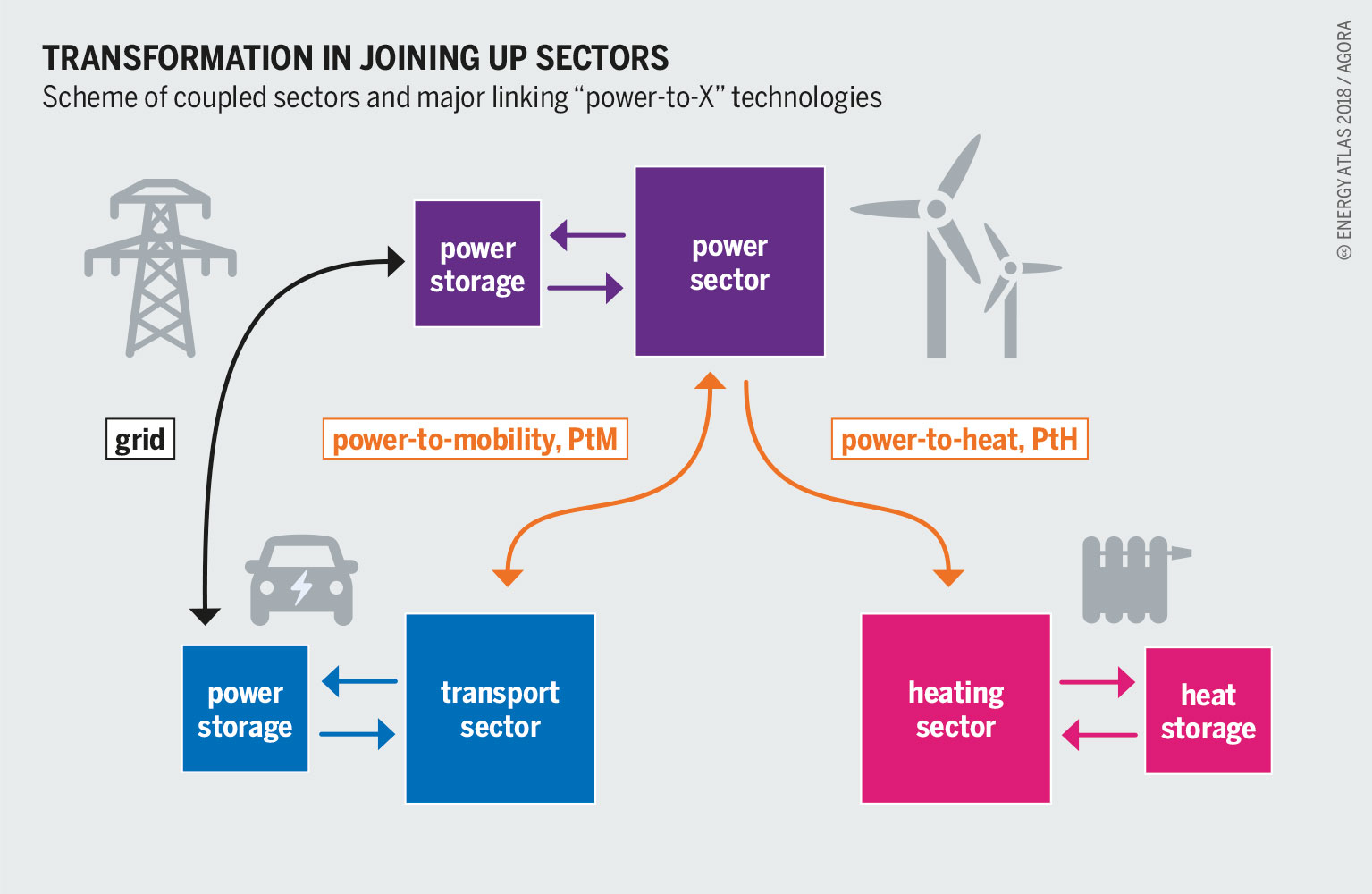
Transformación de energía en los enlaces entre sectores

El término potencia a X (del inglés power-to-X, abreviado a veces P2X o P2Y) designa varias tecnologías de transformación energética que convierten el excedente de electricidad renovable en combustibles, otros productos químicos o calor. Puede verse como un subconjunto de las muchas tecnologías que existen para el almacenamiento de energía. El punto de partida es siempre energía eléctrica (en inglés, power, aunque esta palabra tiene más significados) producida de fuentes renovables (habitualmente eólica o fotovoltaica). En la producción renovable hay momentos en que se produce más energía de la que se consume. Las tecnologías de conversión (potencia a X) permiten transformarla (en gas, en calor) o almacenarla para utilizarla posteriormente. El término power-to-X se utiliza ampliamente en Alemania y es posible que se haya originado allí. La X puede referirse a hidrógeno, metano, amoníaco, combustibles, otros productos químicos, alimentos, calor o energía química en una batería.
El principio que subyace es que, en una red eléctrica, toda la energía que se está generando en un determinado momento debe ser consumida en ese mismo instante. A la vez, y de manera recíproca, toda la demanda debe ser satisfecha en el mismo momento en que se produce. Los sistemas de potencia a X permiten aprovechar la electricidad cuando sobra y, en algunos casos, recuperarla cuando falta. 
En conjunto, estos sistemas de conversión de electricidad son medidas de flexibilidad y resultan particularmente útiles en sistemas energéticos con altas proporciones de generación renovable o con fuertes objetivos de descarbonización. El término engloba numerosas tecnologías. A su vez, dentro de cada tipo de conversión (por ejemplo, conversión de electricidad en gas, power-to-gas), pueden existir varias tecnologías.
Conviene mencionar los siguientes sistemasː
- almacenamiento de electricidad para suministrar electricidad en otro momento (power to power o P2P)
- almacenamiento de electricidad para suministrar calor (power to heat o P2H);
- almacenamiento de calor para generar electricidad (heat to power o H2P)
- conversión de electricidad en líquido (power to liquid o P2L, normalmente un combustible sintético)

En 2016, el Gobierno alemán financió con 30 millones de euros un proyecto de investigación de primera fase sobre opciones de conversión de electricidad.
La elección de una tecnología para una aplicación concreta es un asunto complejo, ya que hay que tener en cuenta el coste de instalación, el de mantenimiento, los riesgos, los requerimientos, el espacio disponible, el ruido y otros factores.

## Conversión de electricidad en combustible
El excedente de energía eléctrica se puede convertir en gas combustible para su almacenamiento y posterior reconversión en electricidad u otros usos. La electrólisis de corriente continua del agua (con una eficiencia entre el 80 y el 85 % en el mejor de los casos) se puede utilizar para producir hidrógeno que, a su vez, se puede convertir en metano (CH4) mediante metanización.  Otra posibilidad es convertir el hidrógeno, junto con el CO2, en metanol. Ambos combustibles pueden almacenarse y utilizarse nuevamente para producir electricidad, horas o meses después. El hidrógeno o el metano también pueden inyectarse en la red de gas natural. El metanol puede almacenarse en tanques y acudir un camión cisterna a vaciarlos cuando estén llenos.
En la expresión "convertir electricidad en calor" el verbo no significa lo mismo que "convertir electricidad en combustible". En el primer caso, la electricidad se transforma directamente en calor, por ejemplo al pasar a través de una resistencia eléctrica. En el segundo caso, no es que la electricidad se transmute en combustible (se estaría creando materia), sino que se emplea la energía eléctrica para tomar materia del medio y transformarla según conveniencia (por ejemplo, disociando el agua, H2O, en hidrógeno, H2, y oxígeno, O2, guardando el primero y devolviendo al medio el segundo). Por otra parte, cuando se habla de "reconvertir", se hace en la primera acepción de la RAEː «hacer que vuelva a su situación anterior lo que ha sufrido un cambio». Por ejemplo, se convierte electricidad en hidrógeno, y después se reconvierte ese hidrógeno en electricidad. No tiene que ver con la reconversión industrial.

### Almacenamiento de lo convertido y reconversión en electricidad
El hidrógeno y el metano pueden utilizarse como combustibles, incorporarse a la red de gas natural o usarse para fabricar combustible sintético. Alternativamente, se pueden utilizar como materia prima en procesos químicos, al igual que el amoníaco (NH3).
Las tecnologías de reconversión incluyen turbinas de gas, plantas de ciclo combinado, motores alternativos y pilas de combustible. La relación energía a energía (power-to-power) se refiere a la eficiencia de la reconversión. En el caso del hidrógeno, la eficiencia se encuentra entre el 35 y el 50 %. Esto quiere decir que si guardamos electricidad en forma de hidrógeno recuperaremos menos de la mitad. En cambio, si la guardamos en una batería de litio, podremos recuperar el 80 %, sin los riesgos del hidrógeno (es un gas explosivo), sin necesidad de disponer de agua y con menor coste total de la instalación. 
La electrólisis es costosa y los procesos de conversión de electricidad en gas necesitan muchas horas de carga completa para ser económicos. El almacenamiento de hidrógeno también resulta caro (más del doble que producirlo), porque hay que guardarlo comprimido y, según los casos, refrigerado. Sin embargo, almacenar metanol producido a partir de hidrógeno verde y dióxido de carbono capturado (e-metanol o metanol verde) es más económico.

### Baterías
Aunque también se basa fundamentalmente en reacciones químicas electrolíticas, el almacenamiento de baterías normalmente no se considera dentro de las tecnologías de conversión de electricidad en combustible (power-to-fuel).

## Conversión de electricidad en calor
El objetivo de los sistemas de conversión de electricidad en calor es utilizar el exceso de electricidad renovable que de otro modo se desperdiciaría. Dependiendo del contexto, la electricidad convertida puede almacenarse en forma de calor o utilizarse directamente como calor para satisfacer una necesidad inmediata. Debe recordarse que es posible convertir energía renovable directamente en calor sin pasar por la electricidad, y por tanto obteniendo un mayor rendimiento (ver Energía solar térmica).

### Sistemas de calefacción
Los sistemas simples de calefacción eléctrica —ya superados tecnológicamente, pero que se siguen empleando— utilizan radiadores de resistencia, que consumen electricidad cuando están ocupadas las estancias calefactadas, normalmente durante el día, cuando la electricidad es más cara. El paso siguiente es la calefacción por acumuladores, que consume electricidad durante la noche —cuando es más barata— y va liberando durante el día el calor acumulado. Los sistemas de electricidad a calor (power-to̠-heat) suben otro escalónː su fuente primaria es la madera o el gas natural, : 124  pero tienen la capacidad para detectar que hay un exceso de electricidad renovable y aprovecharlo para generar calor, disminuyendo el uso de su fuente primaria. 
Para aumentar la flexibilidad, estos sistemas de electricidad a calor frecuentemente se combinan con acumuladores de calor. Suelen emplearse en instalaciones de calefacción urbana (district heating en inglés). También pueden suministrar calor a edificios o complejos industriales.
Estos sistemas de electricidad a calor generan el calor mediante resistencias eléctricas o a través de una bomba de calor. Las resistencias tienen una eficiencia de 1 (toda la electricidad se transforma en calor), mientras que las bombas de calor tienen un coeficiente de operatividad (COP) de 2 a 5 (por cada kilovatio de electricidad que le metemos a una bomba de calor nos suministra de 2 a 5 kilovatios de calor; esto, que parece contraintuitivo, se debe a que la bomba de calor emplea esa electricidad para extraer calor del ambiente exterior y suministrarlo al interior).
El calentamiento de respaldo por resistencias de inmersión, tanto en el agua caliente sanitaria como en la calefacción urbana, ofrece una forma barata de utilizar el excedente de energía renovable, y cuanta más energía renovable se use con este fin, menos combustibles fósiles con alto contenido de carbono se emplearán y menos dióxido de carbono —causante del calentamiento mundial— se emitirá. Para sistemas de calefacción urbana, las grandes bombas de calor con almacenamiento térmico pueden ser una opción muy rentable de utilización del exceso de energía renovable, porque, como se ha dicho, aprovechar así un kilovatio de energía renovable, permite evitar la quema de hasta 5 kilovatios de combustibles generadores de emisiones.

### Sistemas de almacenamiento de calor
- sensibleː el calor se almacena en un material convencional, como el agua, cuya temperatura aumenta según absorbe calor
- latenteː el calor se almacena en un material no convencional que absorbe o libera calor al cambiar de estado (sólido a líquido o viceversa)
- termoquímicoː se basa en reacciones químicas reversibles que absorben o liberan calor[23]

## Otras formas de potencia a X
La electricidad a movilidad (power-to-mobility) se refiere a la carga de vehículos eléctricos de batería (VEB). Dada la adopción prevista de vehículos eléctricos, será necesario un despacho específico. Como los vehículos están inactivos la mayor parte del tiempo, cambiar el período de tiempo en que se realiza la carga puede ofrecer una flexibilidad considerable: las horas en las que puede realizarse la carga (ventana de carga) son relativamente prolongadas, entre 8 y 12, mientras que la duración de la carga en sí es corta, de alrededor de 90 minutos. Es perfectamente posible dejar el coche eléctrico enchufado en el garaje toda la noche, pero programar que solo se cargue de 2ː00 a 3ː30 de la madrugada, cuando se ha visto que la electricidad va a ser más barata. 
Las baterías de los vehículos eléctricos también pueden descargarse en la red para que funcionen como dispositivos de almacenamiento (por ejemplo, tener suficientes vehículos eléctricos conectados durante la noche haría innecesario que un parque eólico cercano, con exceso de producción nocturna, instalara baterías) de electricidad, pero esto puede provocar un desgaste adicional de la batería.

## Impacto
Según el concepto alemán de acoplamiento sectorial, la interconexión de todos los sectores que utilizan energía requerirá la digitalización y automatización de numerosos procesos para sincronizar la oferta y la demanda.
Un estudio de 2023 examinó el papel que la potencia a X podría desempeñar en un futuro sistema energético altamente renovable para Japón. Las tecnologías P2X consideradas incluyen electrólisis del agua, metanización, proceso Fischer-Tropsch (combustibles sintéticos) y proceso de Haber (amoníaco). El estudio utilizó programación lineal para determinar los mínimos costes de la estructura y la operación del sistema. Los resultados indican que las diversas tecnologías P2X pueden cambiar eficazmente las cargas eléctricas y reducir el recorte de la producción eléctrica en un 80 % o más. 